# Medioego
Medioego è il quinto album in studio del rapper italiano Inoki, pubblicato il 15 gennaio 2021 dalla Asian Fake e dalla Sony Music.

## Descrizione
Il disco segna la prima pubblicazione di materiale inedito da parte dell'artista a distanza di sette anni da L'antidoto. Rispetto a quanto operato in passato le sonorità risultano maggiormente influenzate dal trap, pur non tralasciando l'hardcore hip hop (Veterano, con DJ Shocca), il pop rap (Ispirazione, con Noemi) e l'emo rap (Immortali, che presenta anche influenze dubstep nella base musicale). Alla realizzazione delle strumentali Inoki si è avvalso principalmente di Chryverde, collaborando anche con altri artisti come Crookers, il sopracitato DJ Shocca e Salmo.

Dal punto di vista dei testi Inoki ha deciso di sottolineare le incoerenze e le controversie della società moderna e del suo periodo storico, decidendo di intitolare il disco Medioego, unione tra Medioevo e ego:

## Tracce
1. Underground (prod. Salmo) – 2:14
2. Wildpirata (feat. Tedua, prod. Garelli & Chryverde) – 3:17
3. Duomo (prod. Stabber) – 2:48
4. Muti (prod. Chryverde) – 3:16
5. Ispirazione (feat. Noemi, prod. Chryverde) – 3:36
6. Hype (prod. Salmo) – 2:05
7. Veterano (feat. DJ Shocca) – 3:53
8. Medioego (prod. Chryverde) – 3:13
9. Fuckoff (prod. Chryverde) – 2:10
10. Schiavi (prod. Chris Nolan) – 3:22
11. Mani (feat. BigMama, prod. Crookers) – 3:46
12. Silenzio (prod. Sine) – 3:04
13. Onesto (prod. Chryverde) – 3:22
14. Stanco (prod. Big Joe) – 2:51
15. Immortali (prod. Chryverde) – 3:07
16. Trema (prod. Stabber) – 3:19
17. Bandiera (prod. Chryverde) – 2:15
18. Nomade (prod. Chryverde) – 3:16

Tracce bonus in Nuovo Medioego
1. 100 S (feat. Bresh, Disme, prod. Chryverde) – 2:50
2. Onesto (feat. Nayt, prod. Chryverde) – 2:53
3. Immortali (feat. Ghemon, prod. Chryverde) – 3:07
4. Sto Strong (feat. Samuel, prod. Dade) – 3:05
5. Cerco (Still Broke) (prod. Onra) – 2:52
6. Duomo (feat. Nerone, prod. Stabber) – 3:16

## Classifiche
| Classifica (2021) | Posizione massima |
| ----------------- | ----------------- |
| Italia            | 2                 |